# 画溪街道
画溪街道是中华人民共和国浙江省湖州市長興縣下辖的一个街道办事处。
2012年5月29日，浙江省人民政府批复撤销雉城镇建制，其行政区域改由长兴县政府直辖。
2012年5月31日，湖州市人民政府批复同意在原雉城镇区域内设立雉城、画溪和太湖3个街道。画溪街道辖柏家浜、明门、三星㘰、竹元村等4个居民区，姚家桥、长桥、三新、大㘰、南石桥、徐家浜、曹家桥、包桥、白莲桥、新庄、白阜等11个行政村，办事处驻三星㘰居民区。

## 行政区划
画溪街道下辖以下村级行政区划单位：
柏家浜社区、明门社区、竹园村社区、三星㘰社区、姚家桥村、长桥村、三新村、大㘰村、南石桥村、徐家浜村、曹家桥村、包桥村、白莲桥村、新庄村和白阜村。